# Aldeanueva de Guadalajara
Aldeanueva de Guadalajara – gmina w Hiszpanii, w prowincji Guadalajara, w Kastylii-La Mancha, o powierzchni 16,15 km². W 2011 roku gmina liczyła 104 mieszkańców.